# Robledo de Corpes
Robledo de Corpes là một đô thị thuộc tỉnh Guadalajara, Castile-La Mancha, Tây Ban Nha. Theo điều tra dân số 2004 (INE), đô thị này có dân số là 108 người.